# Eduard Locher

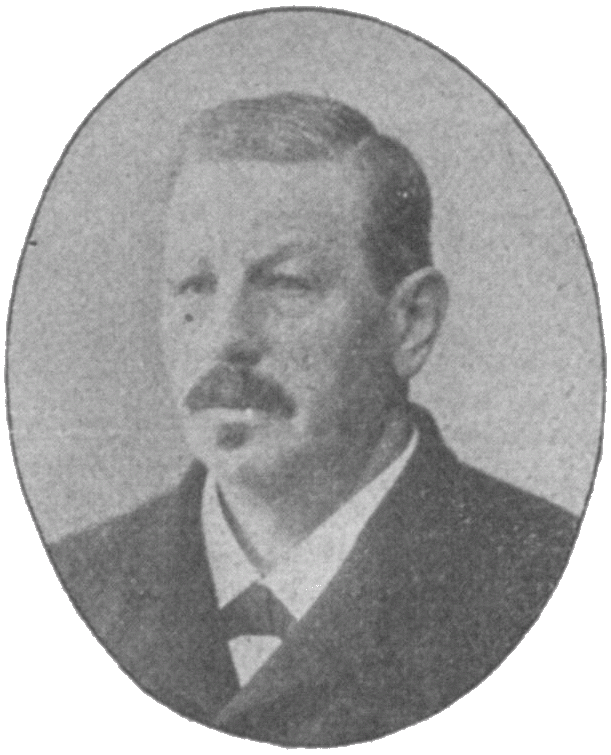
Eduard Locher

Eduard Lochert (ur. 15 stycznia 1840 w Zurychu, zm. 2 czerwca 1910 tamże) – szwajcarski inżynier. Projektant systemu zębatek Lochera.